# Schotse keuken

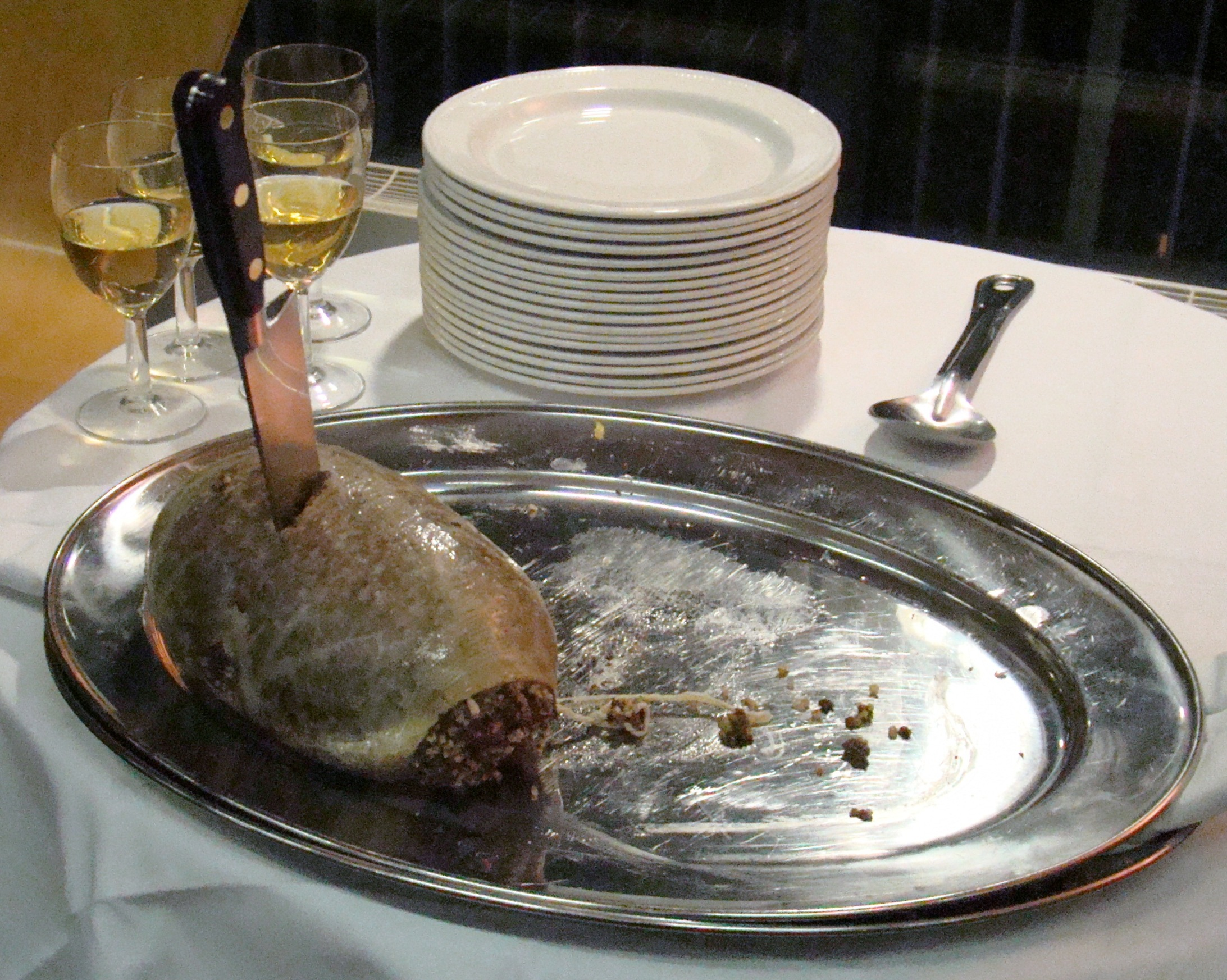
Haggis

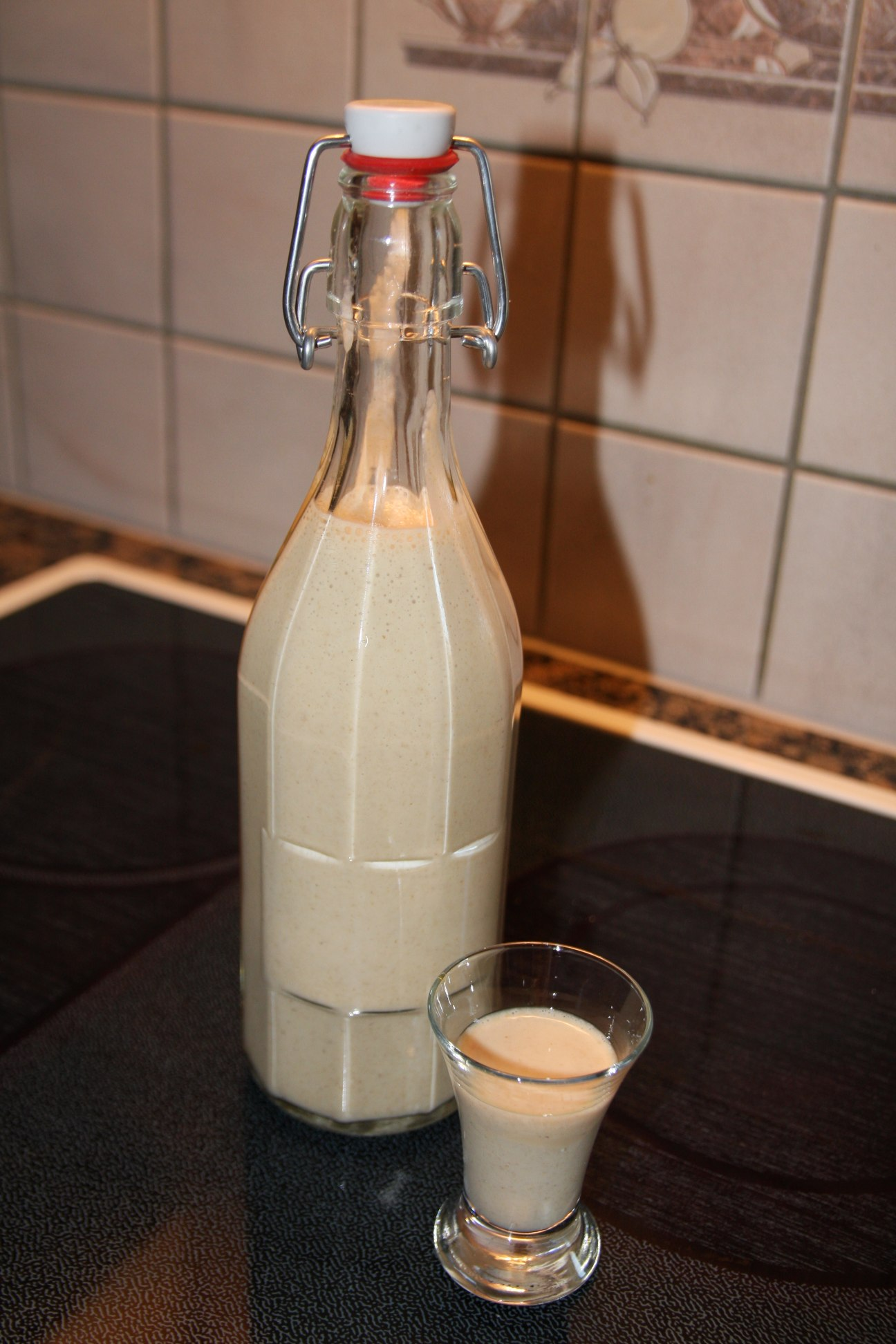
Atholl brose

De Schotse keuken heeft naast haar eigen specifieke gerechten veel gemeen met de Engelse en Europese keukens. Wild, zuivel en vis vormen de hoofdbestanddelen. De Schotse gerechten onderscheiden zich door hun eenvoud en het gebrek aan kruiden omdat deze vroeger schaars en duur waren.
Schotland heeft langer een feodaal systeem gekend dan de meeste Europese landen. Dit heeft effect gehad op de keuken. De jacht was alleen toegestaan voor de bevoorrechte klasse waardoor het belangrijkste voedsel bestond uit vis, die ruim voorhanden was, haver als basisvoedsel omdat tarwe het niet goed deed in het Schotse klimaat, en veel zuivel. Hert en wild zwijn was er alleen voor de adel terwijl de gewone mensen vaak stoofpot aten waar af en toe vlees aan werd toegevoegd. In de 16e eeuw bracht koningin Maria I van Schotland Franse culinaire invloeden mee. Niet veel later werd de aardappel geïntroduceerd.

## Enkele gerechten
- Haggis: Een gevulde, gekookte schapenmaag.
- Cullen skink: Soep gemaakt van schelvis, aardappelen en ui.
- Cranachan: Een nagerecht van slagroom honing, whiskey en fruit. Oorspronkelijk werd het alleen rond oogsttijd gegeten.
- Atholl brose: Een drank van havermoutpap, honing en whisky.
- Scotch whisky.
- Drambuie, een kruidenlikeur van het eiland Skye.